# Vieuvy

Vieuvy este o comună în departamentul Mayenne, Franța. În 2009 avea o populație de 123 de locuitori.